# گلالی (کوزران)
گلالی یک روستا در ایران است که در بخش کوزران شهرستان کرمانشاه واقع شده‌است. گلالی ۱۳۰ نفر جمعیت دارد.

## جمعیت
این روستا در دهستان هفت‌آشیان قرار دارد و براساس سرشماری مرکز آمار ایران در سال ۱۳۸۵، جمعیت آن ۱۳۰ نفر (۳۱ خانوار) بوده‌است.